# World Poker Tour
Le World Poker Tour (WPT) est une série de tournois de poker.

## Histoire
Le World Poker Tour appartient à la société WPT Enterprises, Inc. qui a été créée par Steve Lipscomb.
La première saison à avoir été diffusée aux États-Unis est celle de 2003. En France, elle a été diffusée pour la première fois en 2005 par Canal+. La version française a été commentée par Valérie Amarou (qui a remplacé Lionel Rosso depuis janvier 2009, qui avait lui-même remplacé Denis Balbir en septembre 2007) et Patrick Bruel en version française. Diffusées sur RTL 9 et Lucky Jack.tv, les étapes du WPT sont commentées par Vanessa Hellebuyck et Grégory Ascher. La VF s'arrête après la saison 9.
Depuis sa création, l'émission était animée par Mike Sexton et Vince Van Patten en version originale. En 2017, Sexton est remplacé par Tony Dunst, commentateur du Raw Deal.
Les tournois se déroulent pour la plupart aux États-Unis. Au fil des saisons, le World Poker Tour a proposé de plus en plus d'étapes à travers le monde.
Au cours des cinq premières saisons du WPT, il y avait le tournoi de l'Aviation Club de France à Paris, mais il s'est arrêté pour cause d'incompatibilité entre réglementation et parrainages. En effet la plupart des services de poker en ligne qui y participent étaient interdits en France pour cause de monopole de la Française des Jeux. Le tournoi a repris le sigle WPT depuis 2010.
Tout le monde peut participer à ces tournois, soit en payant directement le prix d'entrée (buy-in) valant entre 3 300 USD et 100 000 USD, soit en se qualifiant par un satellite dans les casinos ou sur les sites de poker en ligne, c'est-à-dire un tournoi qualificatif avec un prix d'entrée moins cher.

### Résultats
- Saison 1 (2002–2003)
- Saison 2 (2003–2004)
- Saison 3 (2004–2005)
- Saison 4 (2005–2006)
- Saison 5 (2006–2007)
- Saison 6 (2007–2008)
- Saison 7 (2008–2009)
- Saison 8 (2009-2010)
- Saison 9 (2010-2011)
- Saison 10 (2011-2012)
- Saison 11 (2012-2013)
- Saison 12 (2013-2014)
- Saison 13 (2014-2015)
- Saison 14 (2015-2016)
- Saison 15 (2016-2017)
- Saison 16 (2017-2018)
- Saison 17 (2018-2019)
- Saison 18 (2019-2021)
- Saison 19 (2021)
- Saison 20 (2022)
- Saison 21 (2023)

### Les joueurs les plus titrés
- Darren Elias (4 victoires) ;
- Éric Afriat, Gus Hansen, Carlos Mortensen, Chino Rheem et Anthony Zinno (3 victoires) ;
- James Carroll, Mohsin Charania, Cornel Cimpan, Hoyt Corkins, Antonio Esfandiari, Kevin Eyster, Alan Goehring, Barry Greenstein, Tuan Le, Erick Lindgren, Jonathan Little, Michael Mizrachi, Daniel Negreanu, Sam Panzica, Marvin Rettenmaier, J. C. Tran et Tommy Vedes (2 victoires).

### Joueurs de l'année WPT
- Saison 1 : Howard Lederer   (2002–2003)
- Saison 2 : Erick Lindgren   (2003–2004)
- Saison 3 : Daniel Negreanu   (2004–2005)
- Saison 4 : Gavin Smith   (2005–2006)
- Saison 5 : J.C. Tran   (2006–2007)
- Saison 6 : Jonathan Little   (2007-2008)
- Saison 7 : Bertrand Grospellier   (2008-2009)
- Saison 8 : Claude Béland (2009-2010)
- Saison 9 : Andy Frankenberger (2010-2011)
- Saison 10 : Joe Serock (2011-2012)
- Saison 11 : Matt Salsberg (2012-2013)
- Saison 12 : Mukul Pahuja (2013-2014)
- Saison 13 : Anthony Zinno (2014-2015)
- Saison 14 : Mike Shariati (2015-2016)
- Saison 15 : Benjamin Zamani (2016-2017)
- Saison 16 : Art Papazyan (2017-2018)
- Saison 17 : Erkut Yilmaz (2018-2019)
- Saison 18 : Brian Altman (2019-2021)
- Saison 19 : Jake Ferro (2021)
- Saison 20 : Chad Eveslage (2022)
- Saison 21 : Bin Weng (2023)

### Vainqueurs du tournoi WPT World Championship
Chaque saison se déroule le WPT World Championship avec un prix d'entrée à 25 000 $ (appelé le WPT Championship avant la saison 9, devenu le WPT Tournament of Champions à 15 000 $ à partir de la saison 14).
| Saison | Vainqueur           | Prix        |
| ------ | ------------------- | ----------- |
| 1      | Alan Goehring       | 1 011 866 $ |
| 2      | Martin De Knijff    | 2 728 356 $ |
| 3      | Tuan Le             | 2 856 150 $ |
| 4      | Joe Bartholdi Jr    | 3 760 165 $ |
| 5      | Carlos Mortensen    | 3 970 415 $ |
| 6      | David Chiu          | 3 389 140 $ |
| 7      | Yevgeniy Timoshenko | 2 149 960 $ |
| 8      | David Williams      | 1 530 537 $ |
| 9      | Scott Seiver        | 1 618 344 $ |
| 10     | Marvin Rettenmaier  | 1 196 858 $ |
| 11     | David Rheem         | 1 150 279 $ |
| 12     | Keven Stammen       | 1 350 000 $ |
| 13     | Asher Conniff       | 973 683 $   |
| 14     | Farid Yachou        | 381 600 $   |
| 15     | Daniel Weinman      | 381 500 $   |
| 16     | Matt Waxman         | 463 375 $   |
| 17     | Ole Schemion        | 440 395 $   |